# Mezzolombardo
Mezzolombardo é uma comuna italiana da região do Trentino-Alto Ádige, província de Trento, com cerca de 5.940 habitantes. Estende-se por uma área de 13 km², tendo uma densidade populacional de 457 hab/km². Faz divisa com Ton, Mezzocorona, Spormaggiore, San Michele all'Adige, Fai della Paganella, Nave San Rocco e Zambana.